# Waldemar Wilhelm
Waldemar Wilhelm (ur. 8 maja 1935 w Piotrkowie Trybunalskim, zm. 10 marca 2023 w Łodzi) – polski pedagog, reżyser, dyrektor teatrów.

## Życiorys
Absolwent Wyższej Szkoły Filmowej w Łodzi: Wydziału Aktorskiego i Wydziału Reżyserii Teatrów Niezawodowych (obydwa 1962) oraz Wydziału Reżyserii Filmowej (1969). W latach 1959–1960 studiował w Moskiewskim Instytucie Sztuki.
Od 1962 r. wykładowca na Wydziale Aktorskim PWSFTviT w Łodzi, w 1989 r. pełnił funkcję jego dziekana. W latach 1975–1976 zatrudniony jako reżyser w Teatrze im. A. Węgierki w Białymstoku. Następnie dyrektor Teatru im. W. Bogusławskiego w Kaliszu (1977–1980) i Teatru „Pinokio” w Łodzi (1993–2009). W 1978 r. był współzałożycielem i organizatorem (obok Jana Kwapisza i Kazimierza Matusiaka) kaliskiego Studium Animatorów Kultury.
Zdobył renomę najlepszego w kraju specjalisty od układania pojedynków, przede wszystkim z użyciem broni białej. Układał m.in. scenę pojedynku Wołodyjowskiego z Kmicicem w Potopie Hoffmana, a także sceny walk w Rękopisie znalezionym w Saragossie Hasa i walk wręcz w serialu Czterej pancerni i pies.
Sporadycznie występował także jako aktor, m.in. w Czterech pancernych i Panience z okienka.
Został pochowany na cmentarzu parafialnym przy ulicy Sienkiewicza w Katowicach.

## Odznaczenia
- Złoty Medal „Zasłużony Kulturze Gloria Artis” (7 listopada 2022)[5]
- Srebrny Medal „Zasłużony Kulturze Gloria Artis” (20 września 2011)[5]
- Brązowy Medal „Zasłużony Kulturze Gloria Artis” (8 września 2005)[5]
- Medal Pro Publico Bono im. Sabiny Nowickiej (2008)[6]

## Nagrody
- Nagroda Miasta Łodzi (2001)[7]
- Nagroda Prezydenta Miasta Łodzi z okazji Międzynarodowego Dnia Teatru (2008)